# Sprachgruppe
Mit einer Sprachgruppe kann sowohl eine Gruppe von Sprachen als auch eine Sprechergruppe innerhalb der Bevölkerung gemeint sein.

## Gruppe von Sprachen
Als Sprachgruppe werden in der Sprachwissenschaft alle Sprachen zusammengefasst, die eine erhebliche Zahl von systematischen Übereinstimmungen aufweisen. Man unterscheidet dabei zwei Typen: 
- die Sprachfamilie – genealogische Klassifizierung
- den Sprachbund – geographische Klassifizierung

## Sprechergruppe
Daneben bezeichnet Sprachgruppe im allgemeinen Sprachgebrauch auch die Gesamtheit der Angehörigen einer bestimmten Sprache. Dieser Begriff ist in manchen Ländern auch von verwaltungstechnischer und politischer Bedeutung. So unterscheidet man beispielsweise in der Schweiz zwischen französischer, italienischer, deutscher und rätoromanischer Sprachgruppe. Ähnlich wird in Südtirol zwischen deutscher, italienischer und ladinischer Sprachgruppe unterschieden. Da bei der Besetzung öffentlicher Ämter ein Proporz-System nach Sprachgruppen angewendet wird, gibt es in Südtirol eine sogenannte Sprachgruppenzugehörigkeitserklärung, bei der jeder Bürger seine Zugehörigkeit frei von Pflichten oder Prüfungen erklären kann. In Belgien benutzt man hingegen den Begriff der (sprachlichen) Gemeinschaft in einem ähnlichen Sinne, abgeleitet von der Sprachgemeinschaft.